# Lac de Tignes
Ne doit pas être confondu avec Lac du Chevril.
Le lac de Tignes est un lac glaciaire de France situé en Savoie, à Tignes, entre Tignes le Lac et Val Claret,. Il se trouve au sud-ouest et en amont du lac du Chevril, réservoir artificiel créé par le barrage de Tignes

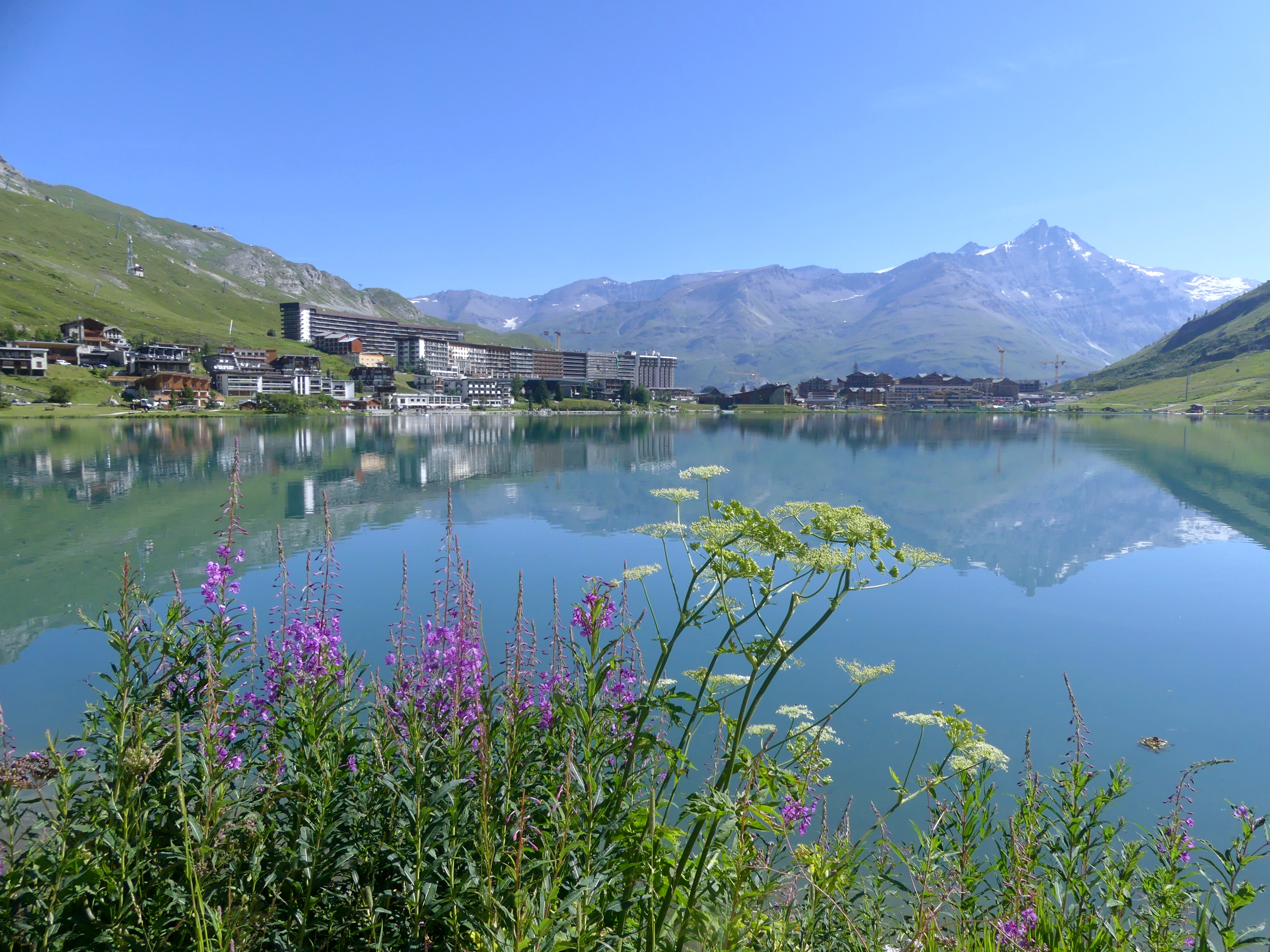
Vue du lac en été avec Tignes le Lac sur le rivage opposé et au loin l'aiguille de la Grande Sassière.